# 거인 전쟁
거인 전쟁(War Of The Colossal Beast)은 미국에서 제작된 버트 I. 고든 감독의 1958년 공포, SF 영화이다. 샐리 프레이저 등이 주연으로 출연하였고 버트 I. 고든 등이 제작에 참여하였다.

## 출연

### 주연
- 샐리 프레이저
- 로저 페이스

### 조연
- 던칸 딘 파킨
- 러스 벤더
- 리코 알러니즈
- 조지 백워
- 준 조슬린
- 잭 코슬린
- 핼 토리
- 조지 밀란
- 워렌 프로스트
- 빌 지오지오
- 로드 데이너
- 존 맥나마라
- 찰스 스튜어트
- 하워드 라이트
- 로버트 헤르난데즈
- 조지 알렉산더

## 제작진
- 미술: 월터 E. 켈러